# 片柳 (さいたま市)
片柳（かたやなぎ）は、埼玉県さいたま市見沼区の町名および大字。現行行政地名は片柳一丁目・片柳二丁目および大字片柳。住居表示未実施地区。本項では、関連地名である片柳東（かたやなぎひがし）についても扱う。郵便番号は片柳が337-0024、片柳東が337-0023。

## 地理
さいたま市見沼区の東部に位置する。舌状の大宮台地に見沼田園からの低地が開析谷を形成して複雑に入り組む。地区の南部に片柳一丁目および片柳二丁目が、東部に片柳東が、北部に大字片柳が存在する。周辺大字とは境界が複雑に入り組み、大字山に大字片柳のごく小さな飛地が複数ある。全域が市街化調整区域に指定されている農業地域で農地が多い。片柳一丁目・二丁目の南部と丁番を持たない単独町名の片柳東は見沼田んぼの一部で、現在も農地として利用されている。東端を加田屋川が流れる。
至近に駅はないが、大宮駅や浦和駅までの路線バスおよびさいたま市見沼区コミュニティバスが通っている。
縄文時代前期の根木王貝塚と称する縄文遺跡がある。また、江戸期の古い民家もところどころに見られる。かつては赤山柿と称される柿渋の産地でもあり、柿の古木も見られる。

## 歴史
かつては江戸期より存在した武蔵国足立郡見沼領に属した片柳村、古くは太田荘に属した片柳村であった。また、さらに古くは南北朝期より見出せる片柳郷であった。村高は正保年間の『武蔵田園簿』では263石余（田55石余、畑208石余）、『元禄郷帳』では140石余、1796年（寛政8年）では片柳新田分およそ500石が高入され656石余であった。助郷は日光御成街道大門宿に出役していたが、寛保・宝暦年間は中山道大宮宿にも出役していた。化政期の戸数は126軒で、村の規模は東西13町、南北10町であった。
- 初めは幕府領、1592年（文禄元年）より旗本大岡氏の知行、正保年間より再び幕府領、寛文年間に一部が旗本伏見氏の知行となる[6]。なお、検地は1697年（元禄10年）、新田の検地は1731年（享保16年）にそれぞれ実施。
- 1661年（寛文元年）より山村の西側（西山村）を片柳村に編入。編入区域の知行は旗本伏見氏[9]。
- 元禄期（1688年 - 1704年）までに笹丸村（現・笹丸）を分村する[6]。
- 1731年（享保16年）に持添新田の片柳新田が高入れされ、幕府領。
- 1828年（文政11年）より大門宿寄場34か村組合に所属[6]。
- 幕末時点では足立郡片柳村であった。明治初年の『旧高旧領取調帳』の記載によると、代官大竹左馬太郎支配所が管轄する幕府領と旗本伏見猪之助の知行であった[10][6]。万年寺の寺領も存在した。
- 1868年（慶応4年）6月19日 - 武蔵知県事・山田政則（忍藩士）の管轄となる。
- 1869年（明治2年） 
  - 1月13日 - 武蔵知県事・宮原忠英の管轄区域に大宮県を設置。県庁は東京府馬喰町に置かれる。
  - 9月29日 - 県庁が浦和に置かれ浦和県に改称。
- 1871年（明治4年）11月13日 - 第1次府県統合により埼玉県の管轄となる。
- 1874年（明治7年） - 学制の施行に伴い、地内の祥厳寺跡に片柳学校（後の片柳東尋常小学校、現・さいたま市立片柳小学校）が設置される[11][12][13]。
- 1879年（明治12年）3月17日 - 郡区町村編制法により成立した北足立郡に属す。郡役所は浦和宿に設置。
- 1889年（明治22年）4月1日 - 町村制施行により、片柳村・山村・東新井村・中川村・笹丸村・御蔵村・染谷村・南中野村・南中丸村・上山口新田・西山村新田・新右エ門新田・加田屋新田が合併し、新たな片柳村が成立する[6]。旧片柳村は片柳村の大字片柳となる。
- 1904年（明治37年）9月1日 - 片柳東尋常小学校が新井村（現・大字東新井）に移転する[12][13]。
- 1955年（昭和30年）1月1日 - 指扇村・馬宮村・植水村・片柳村・七里村・春岡村が大宮市へ編入合併され[14]、大宮市の大字となる。
- 1956年（昭和31年）4月1日 - 地内に大宮厚生病院が開設される。
- 1987年（昭和62年）8月29日 - 町名地番変更により、大字片柳の一部から片柳一丁目・二丁目[15]および片柳東が成立。
- 1996年（平成8年）4月16日 - 地内に立地する古民家が改修され、旧坂東家住宅見沼くらしっく館として開館する。
- 2000年（平成12年）3月15日 - 地内に大宮共立病院が開設される。
- 2001年（平成13年）5月1日 - 浦和市・大宮市・与野市が合併し、さいたま市が発足。片柳一丁目・二丁目と片柳東は同市の町名となり、大字片柳は同市の大字となる。
- 2003年（平成15年）4月1日 - さいたま市が政令指定都市に移行。片柳一丁目・二丁目と片柳東は同市見沼区の町名となり、大字片柳は同市見沼区の大字となる。
- 2019年（平成31年）4月1日 - 春野二丁目に所在していた見沼消防署が大字片柳1087番地1に移転する[16]。

## 世帯数と人口
2017年（平成29年）9月1日時点の世帯数と人口は以下の通りである。
| 丁目・大字       | 世帯数    | 人口    |
| ---------------- | --------- | ------- |
| 片柳一丁目       | 174世帯   | 409人   |
| 片柳二丁目       | 57世帯    | 144人   |
| 大字片柳・片柳東 | 851世帯   | 1,873人 |
| 計               | 1,082世帯 | 2,426人 |

## 小・中学校の学区
市立小・中学校に通う場合、学区（校区）は以下の通りとなる。
| 丁目・大字 | 区域 | 小学校                 | 中学校                 |
| ---------- | ---- | ---------------------- | ---------------------- |
| 片柳一丁目 | 全域 | さいたま市立片柳小学校 | さいたま市立片柳中学校 |
| 片柳二丁目 | 全域 | さいたま市立片柳小学校 | さいたま市立片柳中学校 |
| 大字片柳   | 全域 | さいたま市立片柳小学校 | さいたま市立片柳中学校 |
| 片柳東     | 全域 | さいたま市立片柳小学校 | さいたま市立片柳中学校 |

## 交通

### 鉄道
地内に鉄道は敷設されていない。

### 道路
- 埼玉県道214号新方須賀さいたま線
- 西山通り

### バス
- 国際興業バス
  - さいたま東営業所
    - 大01：大宮駅東口 - 氷川参道 - 芝川新橋 - 日大前 - 浦和大学入口 - 浦和美園駅西口
    - 大02：大宮駅東口 - 氷川参道 - 芝川新橋 - 日大前 - 浦和学院高校
    - 大02-2：大宮駅東口 - 氷川参道 - 自治医大医療センター入口 - 片柳支所 - 浦和学院高校《新道経由》（平日および土曜の夜間のみ4本）
    - 大02-3：大宮駅東口 - 氷川参道 - 芝川新橋 - 日大前 - 浦和東高校（平日の午後のみ3本）
    - 大03：大宮駅東口 - 氷川参道 - 芝川新橋 - 日大前 - 片柳支所 - 染谷折返場（平日の朝夕のみ）
    - 大81：大宮駅東口 - 氷川参道 - 芝川新橋 - 日大前 - 片柳支所 - さいたま東営業所
（大宮駅東口→さいたま東営業所に深夜バスも運行・平日4本、土曜および日曜／祝日各1本）
    - 浦08-2：浦和駅東口 - 駒場運動公園入口 - 浦和パークハイツ - JA埼玉三室前 - 市立病院 - 南台 - 上山 - 染谷新道 - 野田宝永 - さいたま東営業所
- さいたま市コミュニティバス
  - 見沼区コミュニティバス ： 国際興業バスさいたま東営業所に運行を委託
    - さぎ山ルート：大谷県営住宅 - 七里学校前 - 大谷中学校 - 大和田駅 - 見沼区役所 - 七里駅西 - 大谷県営住宅 - 片柳コミュニティセンター - 染谷南 - さぎ山記念公園（構内）
    - 沖郷ルート：大谷県営住宅 - 七里学校前 - 大谷中学校 - 大和田駅 - 見沼区役所 - 七里駅西 - 大谷県営住宅 - 片柳コミュニティセンター - 染谷南 - 沖郷会館

## 施設
大字片柳
- 旧坂東家住宅見沼くらしっく館
- 見沼消防署
- 大宮共立病院
- 介護老人保健施設高齢者ケアセンターのぞみ

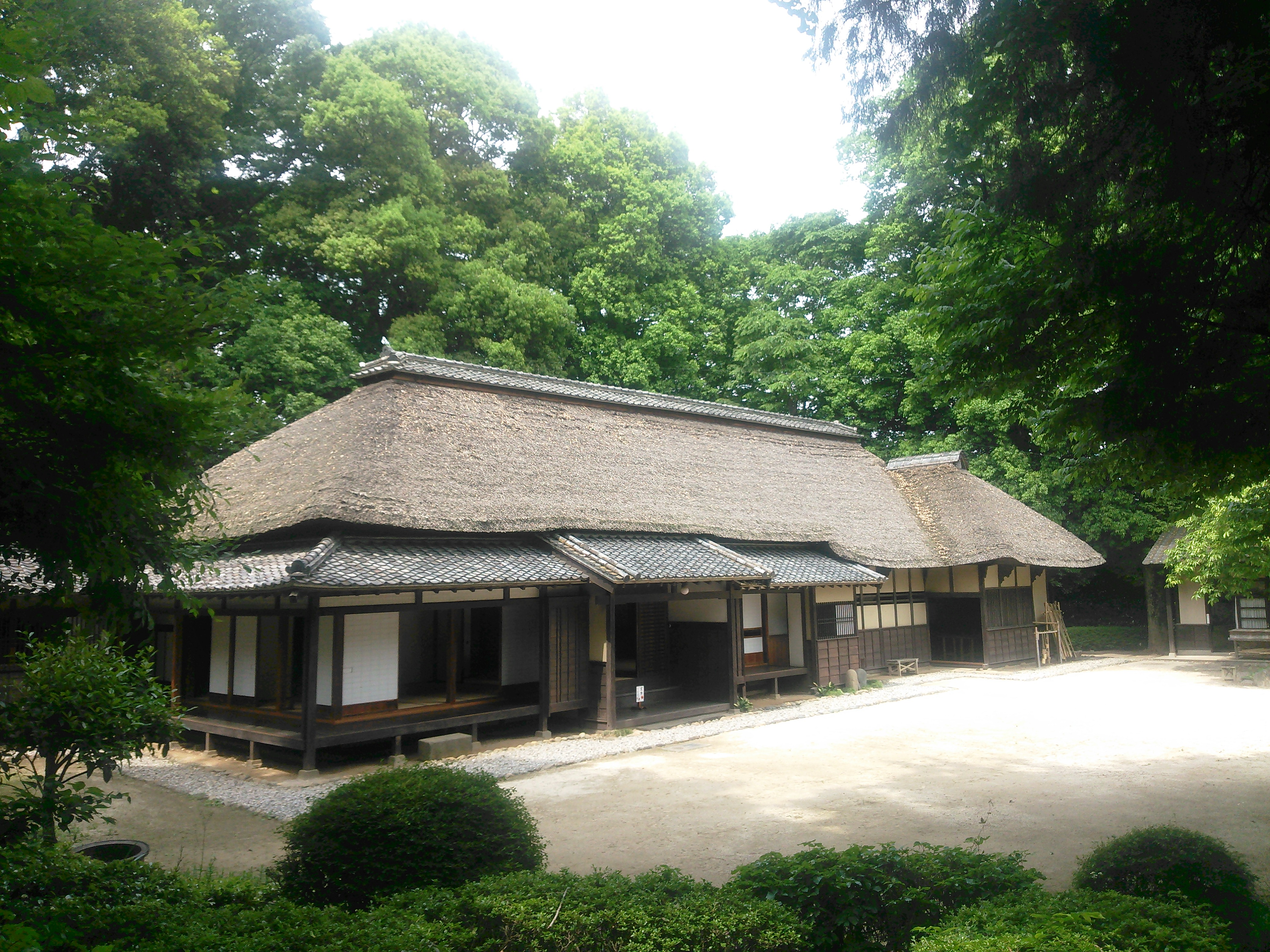
旧坂東家住宅（安政4年建立）

- 高齢者総合福祉施設敬寿園／ケアハウスみたがい／介護老人保健施設大宮ナーシング・ピア
- 大宮厚生病院
- 西山集会所
- 熊野神社

片柳一丁目
- 萬年寺
- 見沼キリスト教会
- 三崎稲荷大明神
- 沖郷会館
- 若林公園

片柳二丁目
- 片柳自警消防団